# Cochliobolus heterostrophus
Cochliobolus heterostrophus (naam teleomorfe vorm) (synoniemen anamorfe vorm: Bipolaris maydis, Helminthosporium maydis en Drechslera maydis is een parasitaire schimmel, die behoort tot de orde Pleosporales van de ascomyceten. Het aantal chromosomen is n = 15. De grootte van de chromosomen varieert van 1,3 - 3,7 Mb. De grootte van het genoom van fysio O is 35 - 40 Mb.
Cochliobolus heterostrophus veroorzaakt de plantenziekte Southern corn leaf blight bij mais.
Cochliobolus heterstrophus komt voor in de tropische gebieden en het zuiden van de Verenigde Staten. Tot de jaren 1970 was de ziekte veroorzaakt door het fysio O geen groot probleem. Daarna ontstond het fysio T (T staat voor Texas), die meer dan 15% van het maisareaal in de Verenigde Staten vernietigde en voor de grootste epidemie in een gewas zorgde. Fysio T produceert het waardplant specifieke T-toxine, een polyketide, en de geteelde maisrassen hadden het T-cms (cms=cytoplasmatische mannelijke steriliteit), dat zeer gevoelig bleek te zijn voor het T-toxine. Cytoplasmatische mannelijke steriliteit wordt gebruikt bij het maken van hybriden en indertijd hadden veel rassen hetzelfde cytoplasma. Fysio C komt alleen voor in China.
Fysio T heeft in vergelijking met fysio O 1,2 Mb meer DNA, dat zit tussen de breekpunten van een paar fysio T chromosomen, die een wederkerige translocatie hebben in vergelijking met het overeenkomende paar chromosomen van fysio O. Op dit extra DNA zitten de genen voor de biosynthese van het polyketide secundaire metaboliet, T-toxine. Het T-toxine is verantwoordelijk voor de hoge virulentie van het fysio T. De vatbare waardplant met het T-csm plasma heeft het T-urf13 gen, een hybride mitochondriaal gen samengesteld uit segmenten van twee mitochondriale genen en een chloroplast gen.
Op de bladeren ontstaan bij aantasting tussen de bladnerven tot 2,5 cm lange en 2 – 6 mm brede, elliptische vlekken, die later rechthoekig worden. De vlekken hebben een bruine rand en kunnen samenvloeien.

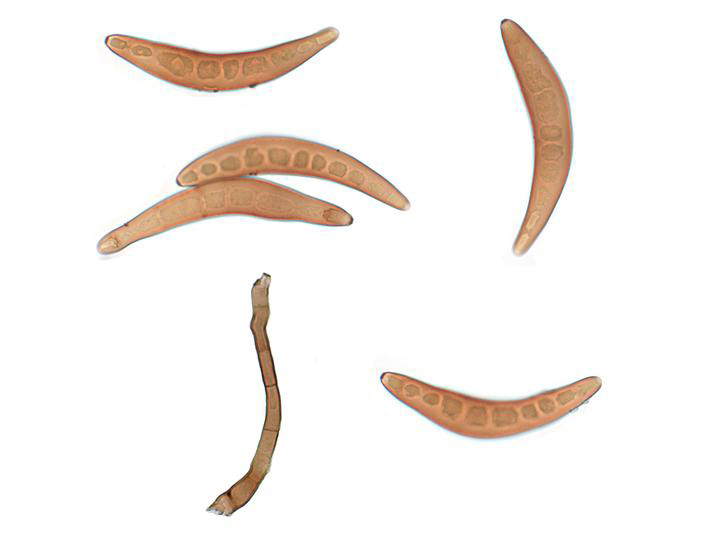
Conidia

De bruine tot donkerbruine conidioforen staan in kleine groepjes en groeien uit een donkerbruin tot zwart stroma. Ze worden tot 700 µm lang en 5 – 10 µm dik. De alleenstaande, goudbruine, gladde, gekromde, spoelvormige conidia zijn 70 – 160 µm lang en 15 – 20 µm breed. Ze hebben 5 - 11 tussenwanden en aan de voet komt een 3 – 4,5 µm lang litteken voor.
Vruchtlichamen (ascocarpen) zijn alleen waargenomen op voedingsbodems, wanneer twee isolaten met verschillend paringstype op de voedingsbodem voorkomen.

## Levenscyclus
Onder voor Cochliobolus heterstrophus gunstige vochtige en warme omstandigheden komen de conidiën vrij en worden ze verspreid door de wind en regen. Als de conidiospore op het blad of de bladschede van de mais terecht komt, gaat deze kiemen en dringt de kiembuis door een huidmondje of de cuticula en de epidermis de plant binnen. Vervolgens gaat de schimmel in het parenchym van het blad groeien en ontstaan de vlekken op het blad. De schimmel vormt conidioforen met conidiën en de cyclus begint opnieuw. Elke 51 uur kan er een nieuwe cyclus ontstaan.
Ideale omstandigheden voor infectie zijn natte bladeren en een temperatuur van 16 - 26 °C. Onder deze omstandigheden vindt binnen zes uur infectie plaats. Cochliobolus heterstrophus overwintert als mycelium en conidiën in op het land achtergebleven plantenmateriaal.